# Carsten Pohl

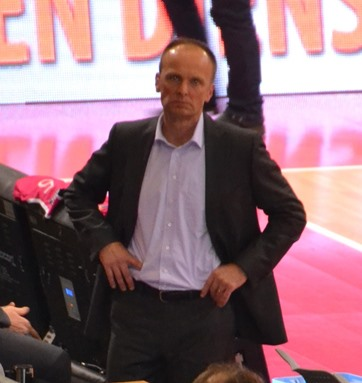
Carsten Pohl (2013)

Carsten Pohl (* 23. März 1965) ist ein deutscher Basketballtrainer.

## Leben
Pohl, der eine Ausbildung als Bürokaufmann durchlief, war Spieler bei der SG Sechtem, im Amt des Spielertrainers stieg er mit der Mannschaft 1996 in die Regionalliga auf und widmete sich dann ganz der Trainerarbeit. 1999 führte er Sechtem in die 2. Basketball-Bundesliga und gehörte 1998/99 als Assistent von Bruno Soce auch zum Trainerstab der Telekom Baskets Bonn, die mit der SG Sechtem zusammenarbeiteten. Als sich Sechtem 2002 aus wirtschaftlichen Gründen aus der 2. Bundesliga zurückzog, wechselte Pohl zur DJK Bad Münstereifel und war dort 2002/03 in der Oberliga Co-Trainer von Peter Winkelnkemper. In der Saison 2003/04 war Pohl beim Zweitligisten Eisbären Bremerhaven Assistenztrainer unter Šarūnas Sakalauskas, wurde mit der Mannschaft Vizemeister der 2. Bundesliga Nord und leitete in Bremerhaven die Nachwuchsarbeit.
Zur Saison 2004/05 wechselte Pohl als Cheftrainer zum Zweitligisten NVV Lions Mönchengladbach und blieb bis 2007 im Amt. Hernach war er von 2007 bis 2009 beim BBC Etzella in Ettelbrück in Luxemburg tätig, arbeitete in der zweiten Jahreshälfte 2009 als Trainer für die BG Bonn-Meckenheim (2. Regionalliga) und führte die Basketball-Auswahl der Deutschen Luftwaffe 2009 zum Gewinn des Europameistertitels.
Er trat zu Jahresbeginn 2010 das Amt des Sportlichen Leiters der Amateur- und Jugendabteilung der Telekom Baskets Bonn an. Zusätzlich zu dieser Aufgabe war Pohl ab 2012 Co-Trainer der Bonner Bundesliga-Mannschaft, wurde so Bindeglied zwischen Jugend- und Profibereich und übte die Tätigkeit als Co-Trainer bis Sommer 2015 aus. Im Dezember 2015 kehrte Pohl in den Profibereich zurück, als die Telekom Baskets Bonn kurz vor Weihnachten Cheftrainer Mathias Fischer nach 14 Niederlagen in Folge entließen. Pohl wurde als hauptverantwortlicher Bonner Bundesliga-Trainer eingesetzt und mit der Aufgabe betraut, die Mannschaft bis zum Ende der Saison 2015/16 zu betreuen. Er war bis Anfang März 2016 Bonner Cheftrainer, dann übernahm Silvano Poropat das Amt. Pohl setzte seine Arbeit im Bonner Amateur- und Jugendbereich fort, im Sommer 2017 beendete er diese Tätigkeit. In seiner Amtszeit wurden Jonas Wohlfarth-Bottermann, Fabian Thülig und Florian Koch fester Bestandteil des Bonner Bundesliga-Aufgebots. Nach dem Abschied von den Telekom Baskets Bonn nahm Pohl eine Stelle außerhalb des Basketballsports an.